# Kurtna Nõmme
Kurtna Nõmme (est. Nõmme järv (Kurtna Nõmme järv)) – jezioro w gminie Illuka, w prowincji Virumaa Wschodnia, w Estonii. Położone na północ od wsi Konsu na terenie obszaru chronionego krajobrazu Kurtna (est. Kurtna maastikukaitseala). Ma powierzchnię 12,9 hektara, linię brzegową o długości 1662 m, długość 700 m i szerokość 340 m. Jest jednym z 42 jezior wchodzących w skład pojezierza Kurtna (est. Kurtna järvestik). Sąsiaduje z jeziorami Kurtna Mustjärv, Niinsaare, Räätsma, Kurtna Haugjärv, Kurtna Särgjärv, Kurtna Abnejärv.